# Holm & Grut
Holm & Grut Arkitekter A/S er et dansk arkitektfirma grundlagt i 1941 af arkitekterne Tyge Holm og Flemming Grut. I 1982 blev Holm & Grut omdannet til et aktieselskab. I dag ledes virksomheden af indehavere Jørgen Balslev-Erichsen, Lars Coling og Robert Plain.

## Udvalgte værker
Af Tyge Holm og Flemming Grut
- Ombygning af Det Plessenske Palæ, Kristianiagade, København, til Domus Medica (domicil for Lægeforeningen) (1948)
- Ombygning af Tranekær Slot, Langeland (1948-49)
- Civilforsvarets kaserner i Haderslev (1955), Herning (1965) og Næstved (1968)
- Dansk Centralbibliotek for Sydslesvig, Flensborg (1959, 1. præmie i konkurrence 1956)
- Lægeforeningens Boliger eller Vibenshave, Nyborggade 1-11/Sionsgade/Østerbrogade 162, København (1959-61)
- Administrationsbygninger for BP Olie-Kompagniet A/S, Amaliegade, København (1960)
- Udvidelse af Centralpostbygningen, Bernstorffsgade, København (1966 ff)
- Lyngby-Taarbæk Kommunes Stadsbibliotek (1968, senere ombygget indvendigt)
- Udvidelse af Landmandsbankens hovedsæde, nu Danske Bank, Bremerholm, København (1971)
- Vesturkirkjan, Tórshavn (1971-75, 1. præmie i indbudt konkurrence 1969)
- Kontorhuse for Den Danske Bank, Bremerholm, København (1977)
- Hovedkvarter for civilforsvaret i Riyadh, Saudi Arabien (1979)

### Konkurrencer
- Akademisk Arkitektforenings konkurrence om krisebyggeri (1940, 1. præmie)
- Ny bygning for Domus Medica, Amaliegade (1946, 1. præmie)

### Af tegnestuen siden 1987
- Udvidelse af Dansk Centralbibliotek for Sydslesvig i Flensborg (1988)
- Adskillige udvidelser af Københavns Lufthavn (1993-2019)
- Udvidelse af Dyssegårdsskolen, Dyssegårdsvej, Dyssegård (1996-97)